# 安德烈·加代尔
安德烈·加代尔（法語：André Gardère，1913年5月8日—1977年2月16日），法国前男子击剑运动员。他曾代表法国参加1936年夏季奥林匹克运动会击剑比赛，获得男子团体花剑银牌。